# Kabinett De Meester

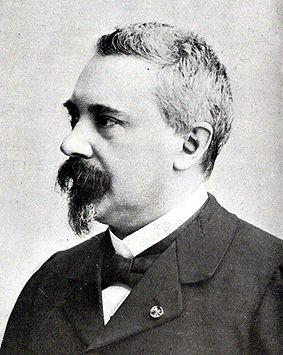
Theo de Meester war von 1905 bis 1908 Ministerpräsident

Das Kabinett De Meester wurde in den Niederlanden am 1. August 1905 von Ministerpräsident (Voorzitter van de Ministerraad) Theo de Meester von der Liberale Unie gebildet und löste das Kabinett Kuyper ab. Es blieb bis zum 11. Februar 1908 im Amt und wurde daraufhin vom Kabinett Heemskerk abgelöst.

## Wahlen vom 16. Juni 1905 und Bildung des Kabinetts
Bei den Wahlen zur Zweiten Kammer der Generalstaaten am 16. Juni 1905 wurde die Liberale Unie (LU) zusammen mit dem Rooms-Katholieke Bond van Kiesvereinigingen mit jeweils 25 der 100 Sitze stärkste Kraft. Die Anti-Revolutionaire Partij (ARP) des bisherigen Ministerpräsidenten Abraham Kuyper kam auf 15 Mandate, während der Vrijzinning-Demokratische Bond (VDB) von Hendrik Lodewijk Drucker auf elf und der Bond van Vrije Liberalen (VL) auf neun Sitze kam. Die Christelijk-Historische Partij (CHP) erhielt sieben und die Sociaal-Democratische Arbeiderspartij (SDAP) von Pieter Jelles Troelstra sechs Mandate, während Friesche Christelijke-Historiscke Partij (FCHP) und die Vrij Socialisten jeweils einen Abgeordneten stellten.
Am 14. Juli 1905 wurde der Führer der Liberale Unie, Hendrik Goeman Borgesius, beauftragt, ein Kabinett zu bilden. Er versuchte ein parlamentarisches Kabinett aus drei Parteien, der Liberalen Union, den Freien Liberalen und den Freien Demokraten, zu bilden. Borgesius bat sie um Mitarbeit, aber nur die Gruppen der Liberalen Union und VDB stimmten zu. In der frei-liberalen Fraktion waren sechs der neun anwesenden Mitglieder bereit, so viel Unterstützung wie möglich zu geben. Sie wollten nicht in eine Regierung eintreten, um eine parlamentarische Bindung zu vermeiden. Der Formateur Borgesius ersuchte daraufhin den liberalen Pieter Cort van der Linden das Amt als Ministerpräsident anzutragen. Borgesius selbst war nicht verfügbar, da er die Chancen gut standen, dass die Liberalen sein Mandat Abgeordneter im Wahlkreis Enkhuizen verlieren würde, wenn er Minister würde, da dies die Grundlage für ein Kabinett schwächen könnte. Cort van der Linden, der ein außerparlamentarisches Kabinett bevorzugte, lehnte das Amt des Ministerpräsidenten ab. Die freien Liberalen Wilhelmus Frederik van Leeuwen (Bürgermeister von Amsterdam), Willem Hendrik de Beaufort (ehemaliger Außenminister) und Bernardus Reiger (Bürgermeister von Utrecht) taten dasselbe. Der gewerkschaftsliberale Abgeordnete Gerardus Antonius van Hamel, der später befragt wurde, zog sich in letzter Minute aus gesundheitlichen Gründen zurück. Letztendlich war der vorgesehene Finanzminister Theo de Meester bereit, als vorübergehender Premierminister aufzutreten.
Das Kabinett wurde von den Sozialdemokraten im Unterhaus toleriert, während andere Gruppen mehr oder weniger dazu bereit waren. Das Kabinett war somit ein Kabinett einer parlamentarischen Minderheit und blieb auch mit Unterstützung der Freien Liberalen eine Minderheitsregierung.

## Politik und Gesetzgebung des Kabinetts De Meester
1905 richtete das Kabinett ein Verfassungskomitee unter Vorsitz des ehemaligen Außenministers De Beaufort ein. Dieser Ausschuss schlug vor, dass die Bestimmungen zum Stimmrecht weitgehend aus der Verfassung (dem so genannten Blanko-Artikel) gestrichen wurden, um die Erweiterung des Stimmrechts zu erleichtern. Die Gesetzesvorlage der Regierung zur Regulierung wurde jedoch nicht behandelt. Der Minister für Wasserwirtschaft, Handel und Industrie Jakob Kraus wurde Anfang 1906 wegen einer Reise nach Chile heftig kritisiert. Vor seiner Amtszeit als Minister hatte Kraus bereits einen Vertrag als Hafenbauberater in Chile unterschrieben. Dies bedeutete jedoch, dass er vier Monate lang abwesend war. 
Am 21. Dezember 1906 entging die Regierung knapp einer Krise. Erst in letzter Minute erhielt Kriegsminister Generalmajor Henri Staal ausreichende Unterstützung für sein Budget. Diese turbulente Debatte ging als „Nacht von Staal“ (Nacht van Staal) in die Geschichte ein. Insbesondere der Vorschlag, den sogenannten „permanenten Teil“, also den Teil der Armee, der im Winter unter Waffen bleibt, abzuschaffen, stieß auf erhebliche Einwände der konservativen Parteien. Nach zwei Zusagen des Ministers stimmte ein großer Teil der katholisch-konservativen Abgeordneten für den Haushalt, was dem Minister sein politisches Überleben sicherte.
Das Kabinett befasste sich mit einem Arbeitsvertragsgesetz. Dieses Wet op het arbeidscontract, das nur Arbeitnehmer betraf, beruhte auf der wirtschaftlichen Ungleichheit von Arbeitgebern und Arbeitnehmern und legte dem Arbeitgeber daher Pflichten auf. So musste der Arbeitgeber im Krankheitsfall oder bei einem Unfall weiterhin Löhne zahlen, den Arbeitnehmer vor der Gefährdung des Körpers, der Ehrbarkeit und des Eigentums schützen und eine erzwungene Geschäftstätigkeit verhindern. Sowohl der Arbeitgeber als auch der Arbeitnehmer mussten eine Kündigungsfrist einhalten, als der Vertrag gekündigt wurde.

## Regierungskrise und Rücktritt des Kabinetts
Die Erste Kammer der Generalstaaten, in der die katholisch-konservativen Senatoren die Mehrheit hatten, lehnte den Kriegshaushalt am 9. Februar 1907 noch immer ab, wobei neben der rechten Mehrheit auch der altliberale ehemalige Innenminister Samuel van Houten dagegen stimmte. Das Kabinett bot zwei Tage später seinen Rücktritt an. Vor der Abstimmung hatte Ministerpräsident De Meester erklärt, dass die Abschaffung des ständigen Teils Teil der Regierungspolitik sei und die Ablehnung des Haushalts daher das gesamte Kabinett betreffe. Dies führte zu einer Kabinettskrise. Versuche, ein rechtes Kabinett mit dem Präsidenten der Ersten Kammer, Jan Elias Nicolaas Schimmelpenninck van der Oye, als Informateur scheiterten ebenso wie die Versuche von Cort van der Lindens ein gemischtes außerparlamentarisches Kabinett aus Liberalen und Christdemokraten zu bilden. Nach einigen Zugeständnissen zugunsten der katholisch-konservativen Mehrheit wie der Ersetzung von Kriegsminister Staal, zog das Kabinett seinen Antrag auf Entlassung zurück. Der vom neuen Kriegsminister Generalmajor Willem Frederik van Rappard eingebrachte Entwurf für den Haushalt des Kriegsministeriums wurde ein Jahr später, am 21. Dezember 1907, von der Zweiten Kammer mit 53 gegen 38 Stimmen abgelehnt. Die Fraktionen ARP, RK, CHP (Frederik van Bylandt, Dirk Jan de Geer und Alexander de Savornin Lohman), SDAP, Conrad Theodor van Deventer, Theodore Matthieu Ketelaar, Piet Nolting und Willem Treub sowie Lodewijk Thomson von der Liberalen Union haben dagegen gestimmt, woraufhin das Kabinett am 11. Februar 1908 zurücktrat.

## Mitglieder des Kabinetts
Dem Kabinett gehörten folgende Personen an:
| Amt                                                 | Amtsinhaber                                                         | Partei         | Beginn der Amtszeit            | Ende der Amtszeit               |
| --------------------------------------------------- | ------------------------------------------------------------------- | -------------- | ------------------------------ | ------------------------------- |
| Ministerpräsident                                   | Theo de Meester                                                     | Liberale Unie  | 15. August 1905                | 11. Februar 1908                |
| Außenminister                                       | Dirk Arnold Willem van Tets van Goudriaan                           | Parteiloser    | 15. August 1905                | 11. Februar 1908                |
| Justizminister                                      | Eduard Ellis van Raalte                                             | VDB            | 15. August 1905                | 11. Februar 1908                |
| Innenminister                                       | Pieter Rink                                                         | LU             | 15. August 1905                | 11. Februar 1908                |
| Finanzminister                                      | Theo de Meester                                                     | LU             | 15. August 1905                | 11. Februar 1908                |
| Kriegsminister                                      | Generalmajor Henri Staal Generalmajor Willem Frederik van Rappard   | LU Parteiloser | 17. August 1905 8. April 1907  | 8. April 1907 11. Februar 1908  |
| Marineminister                                      | Kapitän zur See William James Cohen Stuart Vizeadmiral Jan Wentholt | Parteiloser    | 15. August 1905 5. August 1907 | 5. August 1907 11. Februar 1908 |
| Minister für Wasserwirtschaft, Handel und Industrie | Jakob Kraus                                                         | LU             | 17. August 1905                | 1. Juli 1906                    |
| Minister für Wasserwirtschaft                       | Jakob Kraus                                                         | LU             | 1. Juli 1906                   | 11. Februar 1908                |
| Minister für Landwirtschaft, Handel und Industrie   | Jacob Dirk Veegens                                                  | VDB            | 9. September 1905              | 11. Februar 1908                |
| Kolonialminister                                    | Dirk Fock                                                           | LU             | 15. August 1905                | 11. Februar 1908                |